# Patch-clamp
 (décembre 2017).
Si vous disposez d'ouvrages ou d'articles de référence ou si vous connaissez des sites web de qualité traitant du thème abordé ici, merci de compléter l'article en donnant les références utiles à sa vérifiabilité et en les liant à la section « Notes et références ».
Pour les articles homonymes, voir Patch et Clamp (homonymie).

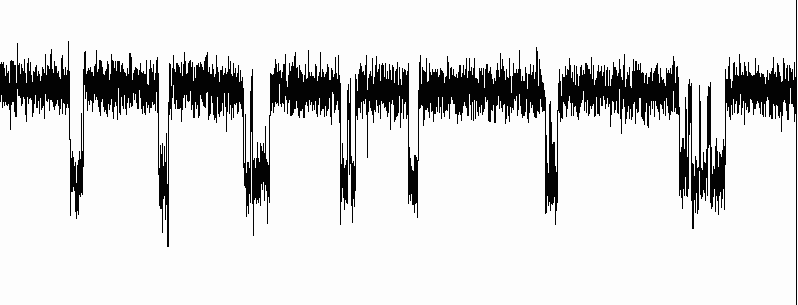
Enregistrement (picoAmpère en fonction du temps) d'un patch-clamp montrant les passages entre deux états de conductance d'un canal ionique : fermé (ligne du haut) et ouvert (ligne du bas).

Patch-clamp est un terme anglais désignant une technique électrophysiologique d'enregistrement des courants ioniques transitant à travers les membranes cellulaires. Cette technique consiste à mettre en continuité électrique une micro-pipette en verre (diamètre de contact de l'ordre de 1 µm) remplie d'une solution ionique de composition définie avec la membrane d'une cellule vivante isolée. Les cellules étudiées peuvent être des cellules excitables comme les neurones, les fibres musculaires et les cellules beta du pancréas, ou des cellules non excitables, qui présentent elles aussi à leur surface des canaux ioniques. En transférant la séquence génique (transfection) d'un canal ionique d'intérêt dans une cellule, la technique permet d'étudier le fonctionnement de tout canal ionique. Cette technique permet d'étudier les mécanismes de fonctionnement des canaux ioniques d'une cellule prise individuellement en permettant le suivi en direct des phénomènes d'ouverture, d'inactivation et de fermeture des canaux.
La version moderne de cette technique fut mise au point par Erwin Neher et Bert Sakmann à Götingen à la fin des années 1970 et début des années 1980, et ce qui leur valut le prix Nobel de physiologie ou médecine en 1991. Ils sont les premiers à avoir été capables de mesurer l'activité de canaux ioniques individuels, en l'occurrence le canal du récepteur ionotrope de l'acétylcholine.
La technique de patch-clamp peut être utilisée sous deux modes principaux : en voltage imposé (voltage-clamp), ce qui permet de mesurer le courant membranaire à un potentiel déterminé par l'expérimentateur, ou en courant imposé (current-clamp), permettant d'injecter des charges tout en mesurant le potentiel membranaire. La technique est utilisée dans des centaines de laboratoires de recherche, partout à travers le monde.
Le principe de la mesure repose sur l'utilisation de la loi d'Ohm {\displaystyle U=R\times I}, où U est le potentiel (ou la tension), R la résistance et I le courant. Cette loi est plus souvent écrite {\displaystyle I=G\times E} où E=U et {\displaystyle G=1\div R} est la conductance. En mode voltage imposé, le potentiel est maintenu constant et le courant I est mesuré. Les modifications de I dépendent directement de G, la grandeur d'intérêt, puisqu'elle dépend directement des propriétés du canal. En mode courant imposé, les variations du potentiel de membrane sont mesurées.

## Configurations
Il existe 4 configurations de patch clamp :
- cellule entière (whole-cell, en anglais): l'activité macroscopique de l'ensemble des courants cellulaires est mesurée. Les canaux ioniques sont les équivalents électriques de résistances en parallèle. La conductance globale G est égale à la somme de chaque conductance unitaire γ multipliée par sa probabilité d'ouverture. Cette technique est utilisée lorsque la conductance unitaire est en dessous du seuil de détection (environ 1 picoSiemens). Elle est aussi utilisée lorsque les propriétés biophysiques du canal sont trop complexes ou que le type de question posé par l'expérimentateur est de l'ordre de la physiologie de la cellule ;
- cellule attachée (cell attached, en anglais) : la micro-pipette est pressée contre la membrane. Le fragment de membrane sous la pipette n'est pas brisé comme dans la configuration cellule entière, ni la pipette éloignée de la cellule. Cette configuration est utilisée dans les cas où un facteur inconnu du cytoplasme est nécessaire au maintien de l'activité du canal, ou bien lorsque le canal nécessite une liaison avec les protéines du cytosquelette. Toutes les autres configurations modifient en effet les milieux baignant les deux faces du canal. Dans celle-ci, le cytoplasme est peu modifié ;
- « outside-out » (signifiant « externe à l'extérieur »), où le fragment de membrane accolé à la pipette de mesure a sa face extracellulaire en contact avec l'extérieur de la pipette. Cette méthode est typiquement utilisée pour l'étude de canaux activés par fixation d'un ligand, comme le canal récepteur à l'acétylcholine nicotinique ou les canaux GABAA. Cette configuration est plus difficile à obtenir que celle « inside-out », ce qui explique que son choix se limite à cette classe de canaux ;
- « inside-out » (signifiant « interne à l'extérieur »), où le fragment de membrane accolé à la pipette de mesure a sa face intracellulaire en contact avec l'extérieur de la pipette. C'est la configuration de choix pour l'étude unitaire de tous les canaux ioniques, sauf ceux dont l'ouverture nécessite la fixation d'un ligand (voir ci-dessus). Ces deux dernières catégories permettent de mesurer l'activité d'un seul canal ionique.

## Planar patch clamp
Le planar patch clamp est une nouvelle méthode développée pour le criblage électrophysiologique à haut débit. Au lieu de positionner une pipette sur une cellule adhérente, les cellules en suspension sont déposées sur une puce (chip) dont la surface comporte une micro-ouverture représentant la pipette à surface plane.

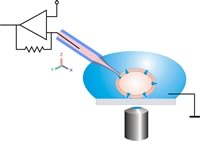
Schema du patch clamp traditionnel. La pipette est déplacée vers la cellule à l'aide d'un micromanipulateur sous microscope. Les mouvements entre la pipette et la cellule doivent être évités afin de garder une connexion cellule\pipette intacte.

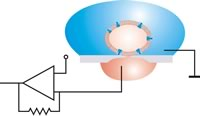
Dans la configuration de pipette à surface plane, la cellule est positionnée par succion ; les mouvements relatifs entre la cellule et l'ouverture de la pipette peuvent alors être exclus après scellement. Une table antivibratoire n'est plus nécessaire.

Une cellule unique est alors positionnée au niveau de l'ouverture par l'application d'une succion et un contact étroit est formé (Gigaseal). La géométrie d'une surface plane offre une variété d'avantages comparée aux expérimentations classiques - il permet d'intégrer un système de microfluidique qui permet l'application de produits de manière automatisée pour le criblage des canaux ioniques - le système est également accessible pour les techniques optiques ou le « scanning probe » et permet également une perfusion aussi bien extracellulaire qu'intracellulaire.

## Mesure de l'exocytose et de l'endocytose par suivi de capacité membranaire
Les bicouches lipidiques qui forment l'enveloppe externe cellulaire (membrane plasmique) et celles des organites intracellulaires (vésicules synaptiques, granules de sécrétion, lysosomes, noyau cellulaire, lymphocytes, REG...) constituent deux faces présentant des charges électriques (« têtes » polaires des lipides, hydrophiles) séparées par un feuillet isolant (partie hydrophobe des lipides) peuvent être considérées d'un point de vue biophysique comme des condensateurs, capables d'accumuler des charges ; la capacité électrique (exprimée en farads, unité ayant pour symbole : F) d'une membrane biologique donnée est strictement proportionnelle à sa surface. Il est possible, par les techniques du patch-clamp de mesurer la capacité électrique des objets (totalité de la cellule en configuration « whole-cell » ou cellule entière, ou bien le fragment de membrane présent sous la pipette en « cell-attached » ou « cellule attachée ».
Il est ainsi possible de suivre en temps réel, avec des résolutions de l'ordre de la ms, les variations de la capacité membranaire (Cm) liées aux processus d'exocytose (fusion d'organites intracellulaires avec la membrane plasmique) et d'endocytose (internalisation de portions de la membrane plasmique) par suivi des variations de la capacité membranaire ; lors de l'exocytose, la membrane lipidique des organites intracellulaires qui fusionnent avec la membrane plasmique est mise en continuité électrique avec celle-ci : la capacité membranaire mesurée augmente alors, permettant le suivi du processus.
La technique de mesure de l'exocytose (exoclamping) par suivi de la capacité membranaire (Cm) a notamment été menée intensivement dans des cellules neuroendocrines (cellules bêta du pancréas ou cellules chromaffines de la médullosurrénale) ou du système immunitaire (mastocyte) qui présentent par rapport aux neurones l'avantage de présenter des géométries simples (sensiblement sphériques et de taille réduite), qui favorisent une fixation spatialement homogène de la tension expérimentalement appliquée (« space-clamp ») ; à l'inverse, des cellules aux géométries complexes (ex: certains neurones très ramifiés) ou de grandes dimensions (ex: certaines cellules musculaires) rendent la fixation spatiale de la tension difficile (effet de câble) qui expliquent la difficulté d'y mesurer précisément les variations de Cm.
Dans certaines cellules présentant de faibles tailles (~ 10/20 µm) et dont les organites intracellulaires sont de grande taille (plusieurs centaines de nanomètres de diamètre ; mastocytes, cellules chromaffines par exemple), le suivi de capacité membranaire peut permettre de mesurer des évènements uniques d'exocytose, notamment en configuration « cell-attached ».